# Błystowa
Błystowa (ukr. Блистова) – wieś na Ukrainie, w obwodzie czernihowskim, w rejonie koriukowskim, w hromadzie Mena. W 2001 liczyła 1150 mieszkańców, spośród których 1133 wskazało jako ojczysty język ukraiński, 12 rosyjski, a 5 inny.